# لطفي حداد
لطفي حداد هو كاتب وروائي وشاعر سوري وُلد عام 1970، ويقيم بولاية إنديانا بالولايات المتحدة الأمريكية، صدرت له العديد من الكتب، وتُرجمت بعض أعماله إلى الإنجليزية، وهو عضو في جمعية الأدباء العرب الأميركيين، وعضو برابطة القلم الأميركية.

## أعماله ومؤلفاته
ألف لطفي حداد العديد من المؤلفات التي تنوعت ما بين الروايات الطويلة والقصيرة، والنصوص الشعرية، والدراسات الأدبية، والأعمال الفكرية، ومنها:
- الحبّ يطرق بابي (شعر): صدر عام 2002 عن الدار العربية للعلوم ناشرون ببيروت.[1]
- حضارة الحب (شعر): صدر عام 2003 عن الدار العربية للعلوم ناشرون ببيروت.[2]
- نبوّة في صحراء (رواية): صدرت عام 2003 عن الدار العربية للعلوم ناشرون ببيروت، وترجمت إلى الإنجليزية.[3]
- الأجراس تقرع في بيت لحم (رواية): صدرت عام 2003 عن الدار العربية للعلوم ناشرون ببيروت.[4]
- هذا الوطن لم يعد لنا (رواية): صدرت عام 2003 عن الدار العربية للعلوم ناشرون ببيروت، وترجمت إلى الإنجليزية.[5]
- الغرباء (رواية قصيرة): صدرت عام 2003 عن الدار العربية للعلوم ناشرون ببيروت، وترجمت إلى الإنجليزية.[6]
- هنا الأنبياء يقتلون (رواية قصيرة): صدرت عام 2003 عن الدار العربية للعلوم ناشرون ببيروت.[7]
- حارة الطيبين (رواية): صدرت عام 2004.[8]
- الإسلام بعيون مسيحية: صدر عام 2004 عن الدار العربية للعلوم ناشرون ببيروت.[9]
- زنزانة بلا جدران: مختارات من الأدب العربي المكتوب داخل السجون: صدرت عام 2004 عن الدار العربية للعلوم ناشرون ببيروت.[10]
- رياض الترك، مانديلا سورية: صدر عام 2005 عن الدار العربية للعلوم ناشرون ببيروت.[11]
- لطفي حداد - الأعمال الروائية الأولى: صدرت عام 2005 عن الدار العربية للعلوم ناشرون ببيروت.[12]
- يغزل حبرك دانتيلا المنفى (شعر): صدر عام 2006 عن الدار العربية للعلوم ناشرون ببيروت.[13]
- ألعنك أيتها التمائم المقدسة (شعر): صدر عن الدار العربية للعلوم ناشرون ببيروت.[14]
- انثولوجيا الادب العربي المهجري المعاصر: صدر في ثلاثة أجزاء عن الدار العربية للعلوم ناشرون ببيروت.
- أنثولوجيا الأدب العربي الأميركي المعاصر: صدر عن الدار العربية للعلوم ناشرون ببيروت.